# Delaminazione (geologia)

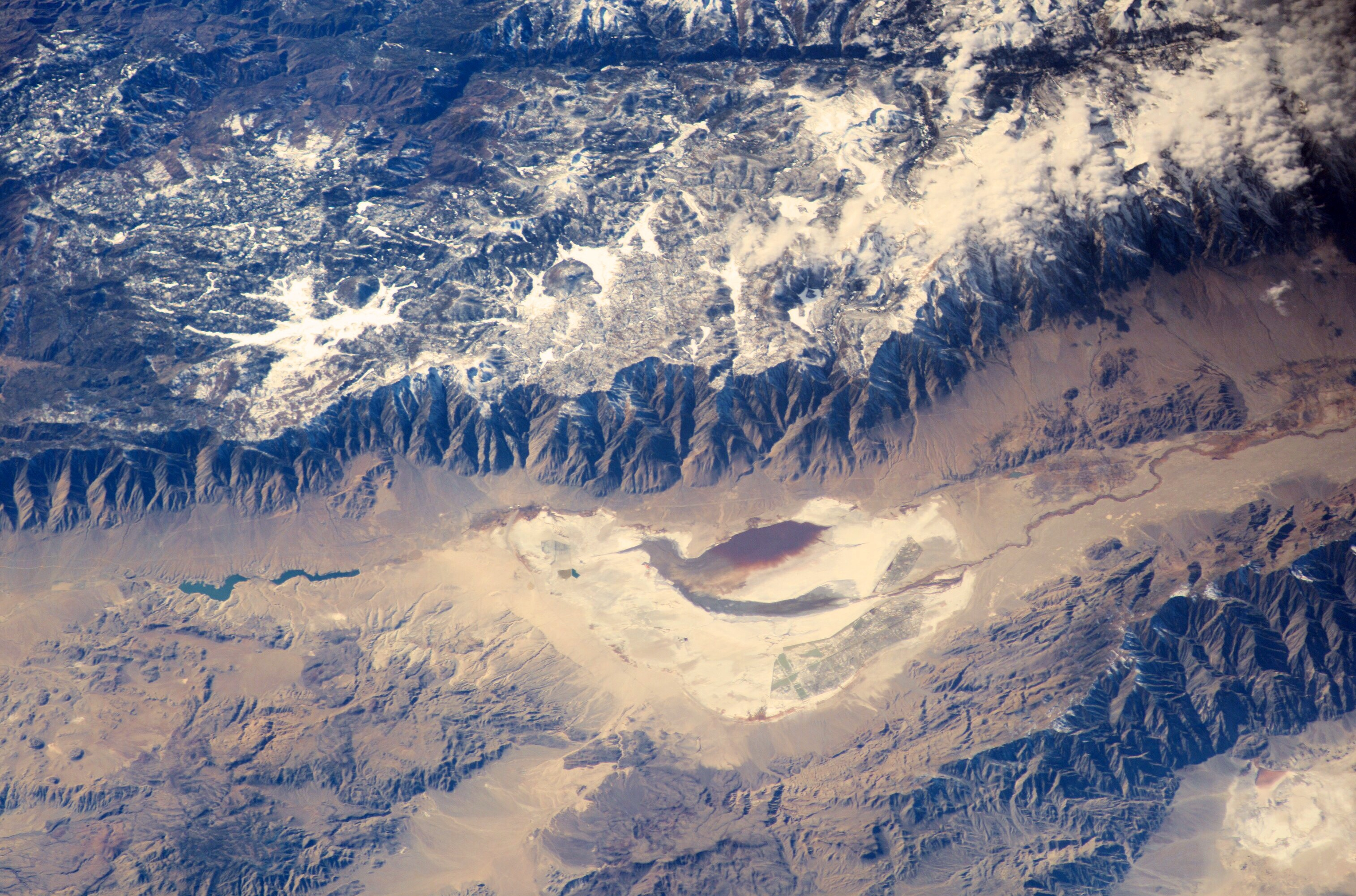
Le montagne californiane della Sierra Nevada fotografate dalla Stazione spaziale internazionale.

In geodinamica con delaminazione ci si riferisce al processo che porta al distacco e all'affondamento della porzione inferiore di litosfera da una placca tettonica.

## Meccanismo
La regione esterna della Terra è divisa in uno strato superiore e più rigido, denominato litosfera, che ha uno spessore che va dai 70 ai 100 km, e da uno inferiore, denominato astenosfera, compreso tra i 100 e 300 km di profondità, in cui le rocce sono parzialmente fuse. A sua volta, la litosfera può essere considerata come composta da due parti, una più superficiale, chiamata litosfera crostale, ossia la crosta terrestre, e una più profonda, che corrisponde alla porzione più superficiale del mantello superiore, chiamata, per l'appunto, mantello litosferico.
In una tale situazione, la litosfera crostale si trova in una condizione di equilibrio instabile, poiché il mantello litosferico, ad essa sottostante, ha una densità maggiore dell'astenosfera, posta ad un livello ancora inferiore. Tale differenza di densità, dovuta sia alla differente espansione e contrazione termica degli strati, che alla loro composizione, porta quindi a un galleggiamento negativo della crosta continentale inferiore e del mantello litosferico che conduce alla delaminazione. In particolare, la causa principale che porta al galleggiamento negativo della parte inferiore della crosta è la transizione metamorfica da una facies granulitica a una più densa facies eglocitica che avviene nella parte inferiore della litosfera, causandone un'inversione di densità che porta allo scollamento della parte inferiore di crosta, la quale affonda quindi nel mantello sottostante. Perché la delaminazione possa avvenire e proseguire è quindi necessario che la litosfera inferiore sia più densa dell'astenosfera e che si verifichino intrusioni all'interno del mantello da parte della meno densa e più calda astenosfera, la quale, una volta a contatto con la crosta, più densa e fredda, rilascia energia, andando poi a rimpiazzare lo strato inferiore della litosfera che si distacca. Dato che le suddette inversioni di densità avvengono più facilmente laddove siano presenti condizioni di elevata pressione del mantello, il fenomeno della delaminazione è limitato ad ambienti come gli archi vulcanici, i margini di placca dove avvengono collisioni e le aree continentali soggette a estensione, ossia ad ambienti piuttosto instabili dove è facile che si verifichino anche erosioni e aperture del mantello dovute alla risalita di materiale più caldo causata da pennacchi, le quali, a loro volta, facilitano le intrusioni da parte dell'astenosfera.
Anche un'instabilità convettiva può agevolare il procedere della laminazione, con la convezione che può semplicemente distaccare la parte inferiore della crosta o, a seconda dello scenario, portare allo sviluppo di un'instabilità di Rayleigh-Taylor. A causa dell'instabilità localizzata in determinate aree, la base della litosfera si spacca, distaccandosi in enormi pezzi che iniziano a discendere nel mantello alimentati da una crescente regione di litosfera diluita e che verranno sostituiti dal materiale dell'astenosfera in risalita.
Con il proseguire della delaminazione, sempre più materiale astenosferico risale a rimpiazzare il materiale litosferico in affondamento e tale processo porta a tre diversi cambiamenti che possono a loro volta avere effetti diversi sul processo di delaminazione:
- Se la viscosità del materiale in risalita è più grande di quella del mantello litosferico, la delaminazione si ferma.
- Il materiale astenosferico in risalita forma due strati raffreddati e solidi sopra e sotto il filone-strato e ciò riduce lo spessore della porzione di crosta inferiore che si comporta in maniera viscosa.
- La subsidenza della litosfera agisce aumentando lo spessore della porzione di crosta inferiore che si comporta in maniera viscosa.[1]

Se a dominare tra gli ultimi due processi, in evidente competizione tra loro, è il raffreddamento del materiale astenosferico, allora il sistema è stabile, se invece a dominare è l'azione delle subsidenza, e quindi la separazione della parte inferiore della litosfera, il sistema è instabile.

## Effetti geologici
I principali effetti geologici della delaminazione sono fondamentalmente due. Innanzitutto, dato che una vasta porzione di materiale denso viene rimosso dalla parte inferiore della crosta, la parte rimanente risulta soggetta a un sollevamento tettonico, il che porta alla conseguente formazione di catene e gruppi montuosi. In secondo luogo, quando il flusso di materiale caldo risalente dal mantello incontra una crosta sufficientemente sottile, ciò porta spesso a una fusione della crosta e a una nuova fase di vulcanismo. Proprio in virtù di questo, la delaminazione è talvolta chiamata in causa nello studio dell'origine di alcune regioni vulcaniche un tempo attribuita soltanto all'azione dei pennacchi del mantello.

## Relazione con processi tettonici ed esempi geologici
Conseguenze della delaminazione sono state osservate in corrispondenza di zone di convergenza tra placche, soprattutto laddove la collisione sia di tipo continentale, ossia avvenga tra due sezioni di crosta continentale appartenenti a placche diverse. Un esempio è in questo caso dato dall'altopiano del Tibet, formato dalla collisione tra placca indiana e placca euroasiatica, che mostra tracce a supporto di un avvenuto processo di delaminazione quali un improvviso vulcanismo mafico e un'accelerazione nel suo sollevamento avvenuta tra i 14 e gli 11 milioni di anni fa.
Il galleggiamento negativo della parte inferiore della litosfera influisce sulla delaminazione sia in ambienti di collisione che in ambienti di estensione crostale. È stato osservato che, nel corso del collasso di una catena montuosa, anche le spesse radici crostali site al di sotto dell'area in cui si trovavano le montagne spariscono. Il processo alla base di tale dissoluzoine non è ancora del tutto chiaro, tuttavia, plutoni granitici formati da forti impulsi di calore sono stati associati con essa, ed è probabile che la delaminazione sia una possibile sorgente di tali forti impulsi.
Lo sviluppo tettonico di catene montuose collassate è oggi ampiamente dibattuto. C'è chi ritiene che la delaminazione causi un secondo sollevamento assieme a ispessimento crostale, riscaldamento e vulcanismo, e c'è chi invece ha avanzato l'ipotesi che la delaminazione causi il collasso e un assottigliamento crostale. Secondo alcuni ricercatori, la Sierra Nevada, la provincia di Basin and Range e l'altopiano del Colorado, negli Stati Uniti d'America occidentali, esemplificherebbero proprio queste ultime conseguenze. Durante l'estensione crostale nella provincia di Basin and Range avvenuta 10 milioni di anni fa, infatti, la risalita del materiale astenosferico avrebbe assottigliato la litosfera. Il riscaldamento causato dalla risalita di tale materiale avrebbe così creato una zona crostale a bassa viscosità e la delaminazione sarebbe avvenuta ai fianchi della suddetta provincia, e proprio la perdita della densa litosfera inferiore avrebbe quindi portato all'innalzamento della Sierra Nevada, a ovest della provincia, e dell'altopiano del Colorado, a est di essa. Ciò sarebbe anche avvalorato dal rinvenimento, all'interno della crosta della regione, di xenoliti di eclogite, a riprova dell'avvenuto cambiamento di fase metamorfica associato con l'inversione di densità della parte inferiore della crosta.
Secondo alcuni, è possibile che la Sierra Nevada statunitense sia oggi l'unico posto sulla Terra in cui del materiale denso sta venendo rimosso dalla crosta.